# Kingittorsuaq
Kingittorsuaq är en obebodd ö i Upernavikarkipelagen i Grönland. Den ligger omkring 20 kilometer norr om Upernavik 
i kommunen Avannaata och är mest känd för den runsten som hittades i en grupp  stenrösen år 1824.
Kingittorsuaqstenen är det enda bevis på att nordbor har besökt  norra Grönland under medeltiden.